# Galerie K
La galerie K  (en finnois : Galleria K) est une galerie d'art située dans le quartier de Myyrmäki à Vantaa en Finlande.

## Présentation
La Galleria K est un espace d'exposition d'art conjoint du musée d'art Artsi de Vantaa et de l'association des artistes de Vantaa.
Dans l'espace, sont présentés à la fois des joyaux des collections du musée d'art et des expositions produites par l'Association des artistes de Vantaa. Le bâtiment est situé à côté de l'hôtel de ville de Vantaa, rue Asematie, à environ 300 mètres de la gare de Tikkurila.
Le bâtiment de la Galerie K, achevé en 1958 en tant qu'aile de l'hôtel de ville, abritait  l'ancienne bibliothèque principale de Vantaa.
Le bâtiment a été conçu par les architectes Olli Saijonmaa et Eija Saijonmaa.
Le bâtiment a été transformé en galerie dans le cadre de la rénovation de l'hôtel de ville en 2013.
En plus des expositions d'art temporaires, des séminaires et des conférences sont organisés dans la galerie K, et la galerie sert également de lieu de représentation de la ville.
La moitié des expositions de l'année sont produites par la société d'artistes de Vantaa et l'autre moitié fournies par le musée d'art Artsi de Vantaa.